# Tom Lorenz
Tom Lorenz (* 19. August 1959 in Düsseldorf) ist ein deutscher Musiker (Vibraphon, Marimbaphon, Perkussion, Synthesizer) und Komponist zeitgenössischer Musik.

## Leben und Wirken
Tom Lorenz studierte an der Robert Schumann Hochschule Düsseldorf im Hauptfach Schlagwerk und im Nebenfach Klavier von 1979 bis 1984. Im Jahre 1980 weilte er zu Studienaufenthalten in Los Angeles und San Francisco. Außerdem studierte er von 1984 bis 1988 an der Heinrich-Heine-Universität Düsseldorf Philosophie, Geschichte und Pädagogik.
Er war Mitglied des Percussionsensemble Düsseldorf unter der Leitung von Friedbert Haus (1981) und absolvierte ein Zusatz- und Aufbaustudium an der Universität für Musik und darstellende Kunst Graz bei Erich Bachträgl in den Fächern Schlagzeug und Musiktheorie. Ab 1984 erste WDR-Radioproduktionen und Konzertmitschnitte von eigenen Ensembles.
Mit Frank Köllges arbeitet Lorenz seit Anfang der 1980er zusammen (u. a. Auftritt mit dem Adam Noidlt Missiles Projekt bei der documenta11 in Kassel). Nach langjähriger Zusammenarbeit mit Jan Klare (Alt-Sax, Flöte) in verschiedenen Bands und Projekten (Duos, Trios, Quartette), gründeten sie 1993 die Avantgarde-Band Das Böse Ding, die später von der Fachpresse und Kritikern als deutschen Jazz-Kultband gehandelt wurde. Weitere Mitglieder dieser Formation waren Hartmut Kracht (Bass) und Wolfgang Ekholt (Schlagzeug). 2002 verließ er das Ensemble, um sich anderen Projekten, mit anderen musikalische Ausrichtungen und mehr der zeitgenössischen Komposition zu widmen.
Seit der Gründung 2003 ist er Mitglied des James Choice Orchestra, ab 2008 Multiple Choice, Moers Festival, (2005),  MusikTriennale Köln (2007), einem Kölner Allstar-Ensemble, das zeitgenössische, orchestrale Musik mit Improvisation verbindet. Weiterhin Zusammenarbeit mit u. a. Nicolao Valiensi, Charlie Mariano, Rick Hollander, Gary Smulyan, Claudio Puntin, Ramesh Shotham, Rhani Krija, Axel Fischbacher, Manfred Schoof, Klaus Doldinger, Michael Heupel, Dieter Manderscheid, Frank Gratkowski, Angelika Niescier, Scott Fields, Lucas Schmid, Frank Kirchner, Peter Kunsek, Cécile Verny, Paul Shigihara, Scott Fields, Christoph Hillmann, Jesse Bennett, Heinrich von Kalnein, André Nendza, Paulo Cardoso, Wilbert de Joode und dem Komponisten Christian Wolff.
Mit dem Ensemble Das böse Ding war er 1999 als deutscher Beitrag vom Deutschland Radio, dem Deutschland Funk, HR und dem WDR die nominierte Musikgruppe um beim E.B.U.- Festival in Karlovy Vary(CZ) den neuen, innovativen Jazz der deutschen Musikszene europaweit zu vertreten (E.B.U.: European Broadcast Union). Bei diesem Festival waren alle europäischen Länder (plus Kanada) mit ihren nominierten Spitzenensembles der jeweiligen inländischen Musikszene mit einer Gruppe ihres Landes vertreten (Weltweite Rundfunkausstrahlung).
Im selben Jahr war das Ensemble, sowohl auf dem Frankfurter Jazzfestival mit einer TV-Live-Übertragung, als auch auf dem Internationalen Musik-Festival Kopenhagen (DK) zu sehen.
1995 war er Mitgründer des Düsseldorfer Vereins „JID eV.“ und als Programmgestalter und Konzertmanager sechs Jahre für die künstlerische Leitung und das Booking in der „Alten Schmiede“ Düsseldorf (Salzmannbau) mitverantwortlich.
Im Heinrich-Heine-Jahr 1997 war er der künstlerische Leiter eines Ensembles, bestehend aus fünf Musikern und drei Literaten (Peter K. Kirchhoff, Margot Schröder und Peter Maiwald), das die Kunstform von „Lyrik & Musik“ in einer modernen, zeitgenössischen Form wieder aufnahm. Ab 2001 arbeitet er mit dem Schriftsteller und Dichter Ingo Porschien zusammen und wirkte mit ihm an einem Vibraphon-Solo-Programm mit Literaturlesung zusammen beim Westfälischen-Musikfest-NRW.
Mit Wolf Doldinger, in dessen Ensemble „Wolf Doldingers Sound of Jazz“ er von 2002 bis 2017 musikalischer Leiter war und eine CD eingespielt hat, war er in den Jahren 2004 und 2005 auf USA Tournee (u. a. zwei Mal zum Tag der Deutschen Einheit in der Deutschen Botschaft Washington, D.C.).
Mit seinem langjährigen Freund und musikalischen Weggefährten Nicolao Valiensi entwickelt er seit Mitte der 90er Jahre verschiedenste musikalische Projekte. Aktuell ist das Duett „Rheinisch-toskanische Euphonie“ auf Bühnentournee.
Zum Tom Lorenz Trio gehören Christine Corvisier und Volker Heinze. Lorenz veröffentlichte bisher fünf CDs unter eigenem Namen und ist an weiteren CD-Produktionen als Gastsolist (z. B. mit der WDR Big Band) beteiligt.
Weiterhin war er Mitglied des Programmbeirates im „Netzwerk für Neue Improvisierte Musik und Zeitgenössischer Musik in NRW“ und ist Mitbegründer des Düsseldorfer Musikvereins Jazz in Düsseldorf e.V. (JiD). Seit 1989 schreibt und veröffentlicht er Kompositionen der zeitgenössischen Musik für Soloinstrumente und Ensembles.
Mit Ole Schmidt, Carl Ludwig Hübsch, Chris Weinheimer und Robert Schleisiek arbeitet er seit 2000 in der Komponisten-Gruppe Post No Bills zusammen. Er gewann im Jahre 1996 den 1. Preis des nordrhein-westfälischen Musikwettbewerbes (Jazz-Match-NRW).
2000 und 2007 war er Gastsolist der WDR Big Band, u. a. beim Intendantenwechsel des WDR – Verabschiedung von Fritz Pleitgen und Amtseinführung von Monika Piel im „Klaus-von-Bismarck-Saal“ des Funkhauses am Wallrafplatz. Unter der Leitung von Bernd Lechtenfeld waren unter anderem Stücke von Jimi Hendrix, Pat Metheny und Herbie Hancock und als Solist der Jazz-Gitarrist Hiram Bullock zu hören.

## Diskographie (Auswahl)
- Yügong Live at Jazzfestival Kaarst, 1977
- The Cancer Tapes (mit Michaela Corman), 1978
- The Clark Kent Band (mit Jan Klare und Frank Michaelis), 1981
- Jan Klare / Tom Lorenz Quartett Das Böse Ding (Acoustic Music Records), 1994
- Das Böse Ding Cleanhappydirty  (Acoustic Music Records), 1996
- Das Böse Ding Germ Germ (Acoustic Music Records), 1998
- Peter Kunsek – 21st Century Rag (Jive Music Austria) 1999
- Maria Bragança – New Brazilian Music, 1999
- Das Böse Ding …versus Jerry Cotton (Kip Records), 2000
- Jan Klare/Eckard Koltermann – WDR Big Band Köln (NRW JAZZ) 2000
- Post No Bills: Musik für Kammerensemble, 2003
- Christian Wolff und Post No Bills: Exercise#15, 2005
- Disguise – dwa, 2004
- Post No Bills – PNB 2005 plays Christian Wolff, 2005
- Sounds Of Jazz – Wolf Doldinger and best Friends (Topaz Music) 2006
- Stefan Michalke Unterwegs, 2008